# Reményi József (szobrász)
Reményi József (Kassa, 1887. január 23. – Budapest, 1977. december 25.) magyar szobrász, érem- és plakettművész.

## Életútja
Reményi Gyula kereskedő és Dobr Erzsébet fiaként született. 1902-től az Iparművészeti Iskolán Mátrai Lajos György tanítványa volt a díszítő szobrász szakon. 1905 és 1907 között Telcs Ede műtermében ismerkedett az éremművészet új francia stílusával. 1909-10-ben állami ösztöndíjjal Münchenbe utazott, ahol Georg Roemer mellett dolgozott. Tőle tanulta meg a negatívba vésett érmek technikáját. Kapcsolatba került Adolf von Hildebranddal is. 
Az első világháborúban súlyosan megsebesült. 1919-ben kinevezték az Iparművészeti Iskola tanárává. A Tanácsköztársaság bukása után visszavonultan élt, majd 1927-ben visszatért az Iparművészeti Iskola katedrájára és 1944-ig iparművészetet tanított. 1943-tól 1948-ig az Állami Pénzverde művészeti vezetője lett.
1903-ban mintázta első érmét, 1912-ben jelentős sikereket aratott a kisplasztikai kiállításon bemutatott műveivel. Beck Ö. Fülöp és Telcs Ede mellett a magyar éremművészet egyik megteremtője, az érmet a művészet rangjára emelő alkotó. Művészetét bel- és külföldön egyaránt elismerték, számos kiállítása volt. Stílusára leginkább a modern klasszicizmus és szecesszió jellemző. Korai munkái között a magyar szecessziós éremművészet számos szép darabját találjuk meg, ezek főleg negatívba vésett munkák. Később áttért a mintázásra, sőt a két technikát együtt is alkalmazta. Érem katalógusa 874 tételt tartalmaz. Számos forintérme tervezője. Készített kisplasztikákat, portrékat is.

### Tanulmányai
- 1902 – Iparművészeti Iskola
- ? – magánúton Telcs Ede műtermében
- 1909 – állami ösztöndíjjal Georg Roemernél, Münchenben

### Mesterei
- Mátrai Lajos György
- Telcs Ede

## Egyéni kiállításai (válogatás)
- 1922 – Ernst Múzeum, Budapest
- 1960 – Műcsarnok, Budapest
- 1972 – Magyar Nemzeti Galéria, Budapest

## Köztéri művei (válogatás)
- 1929 – 32-es gyalogezred-emléktábla (Budapest IX. ker., elpusztult)
- 1943 – Arany János-emlékpad (mészkő, Budapest, Városliget, 1944–45-ben elpusztult)
- 1934 – Semmelweis Ignác-emléktábla (márvány, bronz, Budapest VIII. ker., Rókus Kórház)
- 1935 – Kresz Géza-emléktábla (márvány, Budapest V. ker., Bihari u.)
- ? – Dohnányi Ernő (bronz mellszobor, Budapest II. ker., Széher út, lebontották).